# Peter Lorimer
Peter Patrick Lorimer (* 14. Dezember 1946 in Dundee, Schottland; † 20. März 2021 in Leeds) war ein schottischer Fußballspieler. Mit insgesamt 238 Toren in kompetitiven Spielen ist er bis heute Rekordtorschütze von Leeds United.

## Leben
Der Angreifer Peter Lorimer kam 1962 im Alter von 15 Jahren zu Leeds United und gab im September 1962 bereits sein Debüt in der Profimannschaft. Er ist damit der jüngste Spieler in der Geschichte von Leeds United, der in der ersten Mannschaft gespielt hat. Danach spielte er allerdings zwei Jahre nicht mehr in der ersten Mannschaft. Seinen Durchbruch erlebte er bei Leeds 1966. In jener Saison spielte er 34-mal für Leeds. 1968 gewann er mit dem Ligapokal seinen ersten Titel und ein Jahr später wurde er mit Leeds englischer Meister. Im gleichen Jahr wurde er erstmals in die schottische Fußballnationalmannschaft berufen. Seine größten Erfolge feierte er 1974, als er abermals englischer Meister wurde sowie zur Fußball-Weltmeisterschaft 1974 nach Deutschland fuhr und 1975, als er das Endspiel um den Europapokal der Landesmeister erreichte. Bei der WM schied er unglücklich ohne Niederlage nach der Vorrunde aus. Insgesamt hat Lorimer 21 Länderspiele für Schottland bestritten.
Im Europapokalfinale verlor sein Team mit 0:2 gegen den FC Bayern München. 1979 verließ er Leeds und spielte zunächst bei York City. Nach einem Intermezzo in Kanada bei den Vancouver Whitecaps kehrte er 1983 zu Leeds United zurück.
Nach dem Ende seiner sportlichen Karriere absolvierte Lorimer Auftritte als Fußballexperte im BBC Radio Leeds und schrieb bis kurz vor seinem Tod eine Kolumne in der Yorkshire Evening Post. Außerdem betrieb er einen Pub in Leeds. Er starb im März 2021 nach längerer Krankheit mit 74 Jahren.

## Titel (Erfolge)
- Englischer Meister: 1968/69, 1973/74
- FA-Cup-Sieger: 1971/72
- Messestädte-Pokalsieger: 1967/68, 1970/71
- Messestädte-Pokal-Finalist: 1966/67
- League-Cup-Sieger: 1967/68
- FA-Charity-Shield-Sieger: 1969